# Chisséria
Chisséria är en kommun i departementet Jura i regionen Bourgogne-Franche-Comté i östra Frankrike. Kommunen ligger i kantonen Arinthod som tillhör arrondissementet Lons-le-Saunier. År 2015 hade Chisséria 72 invånare.

## Befolkningsutveckling
Antalet invånare i kommunen Chisséria
Referens:INSEE